# Riverside (Suffolk County, New York)
Riverside is een plaats (census-designated place) in de Amerikaanse staat New York, en valt bestuurlijk gezien onder Suffolk County. Riverside is onderdeel van de town Southampton.

## Demografie
Bij de volkstelling in 2000 werd het aantal inwoners vastgesteld op 2875.

## Geografie
Volgens het United States Census Bureau beslaat de plaats een oppervlakte van
13,5 km², waarvan 13,2 km² land en 0,3 km² water.

## Plaatsen in de nabije omgeving
De onderstaande figuur toont nabijgelegen plaatsen in een straal van 8 km rond Riverside.